# Étang du Stock
Der Étang du Stock (deutsch: Stockweiher) ist ein Gewässer in der französischen Region Grand Est, im Département Moselle, in der Nähe von Sarrebourg. Er bedeckt eine Fläche von mehr als 700 Hektar und liegt auf 257 Meter Meereshöhe.
Seine Existenz kann bis ins 14. Jahrhundert zurückverfolgt werden. Er war früher allerdings wesentlich kleiner als heute: Um 1900 betrug die Fläche etwa 360 Hektar. 
Als Speiseweiher für den Saarkanal dient er seit 1920. Die Wasserknappheit des Kanals, die sich in trockenen Jahren besonders auswirkte, hatte die zusätzliche Versorgung mit Wasser aus dem Stockweiher erforderlich werden lassen. Das Fassungsvermögen wurde auf rund 18 Millionen m³ gesteigert. Dementsprechend erhöhte sich die Fläche. Der Saarkanal durchquert den Weiher auf einem Damm, der die Wasserfläche in einen Hauptteil im Westen und den Kleinen Stockweiher im Osten teilt. Für den Wasseraustausch beider Weiherabschnitte sorgt ein Durchlass im Damm (bei Les-Trois-Ponts).
Am Westufer liegt der Ferienort Rhodes. Der Stockweiher ist auch ein beliebtes Ziel für Urlauber aus dem relativ grenznahen Saarland.
Die ansässigen Segelclubs bieten Segelkurse für Kinder und Jugendliche an.